# 大和町 (岡崎市)
大和町（だいわちょう）は、愛知県岡崎市の町名。17の小字が設置されている。

## 地理
岡崎市西部に位置し、東は筒針町、西は新堀町、南は昭和町、北は富永町・東本郷町に接する。

### 河川
- 鹿乗川

### 小字
- 荒田（あらた）
- 上河原（かみかわら）
- 川原（かわら）
- 北組郷中（きたぐみごうなか）
- 沓市場（くついちば）
- 桑子（くわこ）
- 鳥ケ城（とりがしろ）
- 中切（なかぎり）
- 西島（にしじま）
- 西之坊（にしのぼう）
- 西六反（にしろくたん）
- 塗御堂（ぬりみどう）
- 平田（ひらた）
- 平野（ひらの）
- 牧内（まきうち）
- 宮地（みやじ）
- 家下（やした）

## 世帯数と人口
2021年（令和3年）11月1日現在の世帯数と人口は以下の通りである。
| 町丁   | 世帯数    | 人口    |
| ------ | --------- | ------- |
| 大和町 | 2,925世帯 | 6,617人 |

## 学区
市立小・中学校に通う場合、学区は以下の通りとなる。また、公立高等学校に通う場合の学区は以下の通りとなる。
| 番・番地等 | 小学校               | 中学校             | 高等学校普通科 |
| ---------- | -------------------- | ------------------ | -------------- |
| 全域       | 岡崎市立矢作南小学校 | 岡崎市立矢作中学校 | 三河学区       |

## 歴史
碧海郡西牧内村および桑子村を前身とする。

### 沿革

#### 西牧内町
- 1889年（明治22年）10月1日 - 町村制施行・合併に伴い、碧海郡中郷村大字西牧内となる[8]。
- 1906年（明治39年）5月1日 - 合併に伴い、矢作町大字西牧内となる[1]。
- 1955年（昭和30年）4月1日 - 岡崎市へ編入し、同市西牧内町となる[1]。

#### 桑子町
- 1889年（明治22年）10月1日 - 町村制施行・合併に伴い、碧海郡中郷村大字桑子となる[8]。
- 1906年（明治39年）5月1日 - 合併に伴い、矢作町大字桑子となる[1]。
- 1955年（昭和30年）4月1日 - 岡崎市へ編入し、同市桑子町となる[1]。

#### 大和町
- 1966年（昭和41年）11月1日 - 西牧内町・桑子町が合併し、大和町が成立[1]。

## 施設
- 岡崎市立矢作南小学校
- 岡崎市立矢作南保育園
- 慈恵福祉保育専門学校
- フィール岡崎大和店
- フェルナ大和店
- 岡崎大和郵便局
- 岡崎信用金庫大和支店
- 西尾信用金庫西岡崎支店
- JAあいち三河牧内支店
- 白鳥神社
- 妙源寺
- 浄龍寺
- 聖禅寺

## ギャラリー
- 岡崎市立矢作南小学校
- 慈恵福祉保育専門学校
- 妙源寺

## 交通
- 愛知県道26号岡崎環状線
- 愛知県道44号岡崎西尾線

## その他

### 日本郵便
- 郵便番号 : 444-0931[3]（集配局：岡崎郵便局[9]）。